# شوچو (دوره موروماچی)
شوچو (به ژاپنی: [] Error: {{Lang}}: فاقد متن (راهنما)، 正長 Shōchō)؛ نام یک عصر تاریخی ژاپنی بود. این عصر بعد از اوئی (دوره) و قبل از ایکئو (دوره موروماچی) قرار داشت و از آوریل ۱۴۲۸ تا سپتامبر ۱۴۲۹ میلادی به طول انجامید. در طی این عصر امپراتور شوکو و  امپراتور گو-هانزونو امپراتوران ژاپن بودند.

## تغییر عصر
۱۴۲۸ سال آغاز شوچو (正長元年): نام دوره به دلیل یک واقعه یا وقوع چندین واقعه تغییر پیدا کرد. سال سی و پنجم اوئی (دوره) دوره قبلی پایان یافت.